# Serguéi Alimzhanov
Serguéi Alimzhanov (27 de julio de 1966) es un deportista kazajo que compitió en judo. Ganó una medalla en los Juegos Asiáticos de 1994, y dos medallas en el Campeonato Asiático de Judo en los años 1993 y 1995.

## Palmarés internacional
| Juegos Asiáticos    | Juegos Asiáticos    | Juegos Asiáticos  | Juegos Asiáticos |
| Año                 | Lugar               | Medalla           | Categoría        |
| ------------------- | ------------------- | ----------------- | ---------------- |
| 1994                | Hiroshima (Japón)   | Medalla de plata  | –86 kg           |
| Campeonato Asiático |                     |                   |                  |
| Año                 | Lugar               | Medalla           | Categoría        |
| 1993                | Macao (Portugal)    | Medalla de bronce | –86 kg           |
| 1995                | Nueva Delhi (India) | Medalla de plata  | –86 kg           |